# Marseille (película de 2004)
Marsella es una película dramática alemana de 2004 dirigida por Angela Schanelec. Se proyectó en la sección Un Certain Regard del Festival de Cine de Cannes de 2004.

## Sinopsis
Sophie, una joven fotógrafa, hace un intercambio de apartamento con Zelda de Marsella en febrero, para poder escaparse de Berlín. Mientras Marsella aparece dura y cerrada bajo el sol brillante, comienza a fotografiar la ciudad. En un taller de reparación de automóviles, conoce a Pierre, un joven mecánico que le presta su automóvil. Se reencuentran esa noche y pasan la velada en un bar, fascinados por la ligereza de no saber el uno del otro hasta que llega uno de los conocidos de Pierre. La noche siguiente, Sophie se une a Pierre y sus amigos para ir a bailar. Un corte muy fuerte más tarde, Sophie está de vuelta en Berlín y en su antigua vida. Está su mejor amiga Hanna, que es actriz, Ivan, el marido de Hanna, que también es fotógrafo, y su hijo Anton. Nadie sabe aún el amor de Sophie por Ivan. Poco después, se encuentra de nuevo en Marsella.

## Reparto
- Maren Eggert como Sophie
- Alexis Loret como Pierre
- Marie-Lou Sellem como Hanna
- Devid Striesow como Iván
- Louis Schanelec como Antón
- Emily Atef como Zelda